# Gens Afrania
La gens Afrania fue una familia plebeya de la Antigua Roma, mencionada por primera vez en el siglo II a. C. El primer miembro de la gens en conseguir notoriedad fue Gaius Afranius Stellio, quien fue pretor en 185 a. C.Otra miembro de la familia fue Gaia Afrania, última abogada de la Antigua Roma.

## Origen
Los Afranii pueden haber sido de origen picentino. Lucio Afranio, quien ostentó el consulado en 60 a. C. era de Picenum, y un Titus Afranius o Afrenius fue uno de los dirigentes confederados italianos durante la guerra Social.

## Praenomina
Durante la República, los Afranii utilizaron los praenomina Gaius, Lucius, Spurius, y Marcus.  Publius y Sextus aparecen en tiempo imperial.

## Ramas y cognomina
El único cognomen de esta gens que aparece bajo la República es Stellio.